# イカノポリス計画
イカノポリス計画（-けいかく）とは、かつて北海道中小企業家同友会函館支部が考案・実行したイカを活用した函館のまちづくり構想である。
活動中や終了後の影響ついても記述する。

## 概要
1988年（昭和63年）、青函トンネル開業に伴い青函連絡船が廃止され、函館にとっては変革の年となったが今後のまちづくりに課題があった。元々イカ加工（水産加工）が盛んだったこともあり、地元中小企業の経営者達は国による函館地域のテクノポリス（高度技術集積都市）指定（1984年〈昭和59年〉）にもじってイカノポリス計画と称して、イカを活用したまちづくりを考え、実行した。
活動期間は1987年（昭和62年）から1990年（平成2年）。函館支部設立15周年記念事業として始めた。
構想終了後、昆布に着目し、1998年（平成10年）函館昆布研究会を設立。ガゴメ昆布を発掘、広めることができた。

## 活動内容
函館朝市にある説明ボード「イカノポリス計画の概要と商品開発」によると
1. PRイベントの開催 - イカ料理祭の開催。のちにはこだてフードフェスタへ発展[4]
2. イカ専門書の作成
3. 函館市の魚にイカを選定するよう要望 - 1989年（平成元年）8月1日に制定される[5]。
4. マスコットキャラクター「キュッキュ」の制作と貸出
5. 路面電車への車体広告出稿
6. 新商品開発（イカ液晶はし置きなど）

が予定されていた。

## 影響
イカソーメンや活イカの刺身を提供する料理店が増加し、水産加工の二次産業と観光の三次産業が結ついた。さらに函館市を中心に地域街づくりへの影響が大きい公共性の高い企業や団体、地元中小企業、趣味の愛好家達が地域おこしとしてイカをテーマにした街づくり活動をした。
しかし、北海道渡島総合振興局によると2018年（平成30年）温暖化によりイカの漁獲量がブリに逆転され、見直しの動きがみられる。
前史
- 1950年（昭和25年）頃 - イカの豊漁によりイカ珍味の製造が再開される。加工しきれないほどの大漁にスルメイカの価格が低迷する[7]

「イカの街函館」の成立
- 1965年（昭和30年） - 道南のイカの年間水揚げ量が15万トンから6万トンに激減し水産加工場が打撃を受ける。水揚げ港が漁村の小さな漁港から、流通機構が整い市場価格が高い函館漁港に変化する[8]
- 1957年（昭和32年） - 日本水産が自社のイカ燻製品をTVでPR。大衆化する[7]
- 1960年（昭和35年） - イカ加工の自動化が進む。機械を北海道函館水産高等学校教諭（当時）が開発し特許を取得、函館市内の機械製作所や鉄工所が製作。生産時の衛生、効率が向上[7]
- 1961年（昭和36年） - 函館海産物取引所開設。スルメイカの先物取引が始まる[7]
- 1963年（昭和38年） - 豊山食品が「ソフトさきイカ」を開発[7]
- 1970年代 - 一転、イカ漁不漁が続く。原材料高騰[7]
- 1972年（昭和47年） - 商材不足で函館海産物取引所が閉鎖[7]
- 1973年（昭和48年） - 豊山食品、スルメイカ以外のイカでも珍味製造ができる技術を開発。原材料不足問題を解決[7]
- 1981年（昭和56年） - いか踊りが考案される[9]

初期
- 1986年（昭和61年） - 市長が柴田彰から木戸浦隆一へ
- 1987年（昭和62年） - 構想開始
- 1988年（昭和63年） - 自治省「ふるさと創生事業」
- 1989年（平成元年） - 函館市水道局が西部地区の元町公園の公共下水道マンホールにイカのデザインマンホール蓋を設置[10]
- 1990年（平成2年） - 構想終了
- 1992年（平成4年） - 函館市交通局が乗車カードの名称「イカすカード」と初期の5,000円カードの図柄[11]
- 1993年（平成5年） - 函館市がふるさと創生事業交付金でイカモニュメント制作設置
- 1997年（平成9年） - 和菓子店のはこだて柳屋が店舗ディスプレイ用として「いかようかん」を制作。のちに商品化[12]。
- 1999年（平成11年） - 市長が木戸浦隆一から井上博司へ

ミレニアム期
- 2004年（平成16年）4月 - JR北海道が函館駅駅舎の多目的広場が「イカすホール」と命名され開設される。2015年（平成27年）10月閉鎖[13]
- 2005年（平成17年） - 公立はこだて未来大学が学生の学習課題と観光振興を目的としてイカ型ロボット「IKABO」を制作し始める[14]
- 2007年（平成19年）
  - 市長が井上博司から西尾正範へ
  - ディスプレイ業の東邦商事が函館朝市えきに市場にイカ液晶を表面に塗装したイカモニュメントを寄贈[15]
- 2008年（平成20年） - 函館市が地元民間企業に依頼して観光振興を目的として「ハコダテ観光ガイド イカール星人襲来中」を制作

東日本大震災復興期
- 2011年（平成23年） - 市長が西尾正範から工藤壽樹へ
- 2013年（平成25年） - 特撮愛好家グループがご当地ヒーロー「函館鮮士イカダベッサー」を制作
- 2014年（平成26年） - はこだてティーエムオーによりグリーンプラザにて第1回函館いか祭りが開催される[16]
- 2017年（平成29年）3月 - 函館市企業局交通部・函館バスが導入したIC乗車カードの名称がイカをもじって「ICAS nimoca」と命名[17]

魚種交代期
- 2020年（令和2年） - 魚種交代を受け、ブリたれカツが登場[18]
- 2023年（令和5年）
  - 「函館鮮士イカダベッサー」にブリをモチーフにしたブリモアールが新たに加わる[19]。
  - 市長が工藤壽樹から大泉潤へ

## 函館のイカ食品加工
本項まちづくりのテーマの一つとなった函館のイカ食品加工について改めて解説する。
地域の主産業
津軽海峡はイカの回遊路にあたるため古くからイカ漁を営んできた。よってイカの食品加工、つまりイカの珍味製造も盛んである。函館市の水産加工業の地位は1974年（昭和49年）当時、同市の工業出荷額の23%を占めた。そのうち珍味製造は58％を占め全国の珍味総生産高の約40%を占めていたほどである。
重労働でかつ低賃金
問題がないことはない。昭和40年代、工場は食品加工の歴史が古い小舟地区、住吉地区、豊川地区、歴史が新しい日の出・広野地区（大森山砂丘の頁を参照）、港地区にあったが、歴史の古い地区のうち小舟地区、住吉地区は漁業者、豊川地区は鮮魚商によるものである。特に新しい地区は産業の発展に伴って安い土地と安い労働力を求めて工場が立地し拡大したが、水を使う立ち仕事でかつ低賃金だったために特に若年者から敬遠されている。
1971年（昭和46年）の函館の水産加工業常用従業員数は4,300人、臨時従業員数は3,100人。大部分が女性を占める。前述のように重労働かつ低賃金で敬遠されており、各事業者は通勤用としてマイクロバスを導入し、近郊の漁業の家の主婦に頼る状況である。
工場経営が安定しない
工場の経営が安定しないのも課題である。敬遠される仕事内容待遇による労働力不足、原料不足、原料価格の高騰、冷凍冷蔵施設も必要など、水産加工業独特の経営を圧迫する要素も蓄積していて、かつ八戸市の追い上げもあり、毎年数件の倒産の繰り返されていた（文献の刊行年は1993年<平成3年>）。函館市は改善策を提案しているが、業界の体質自体に問題があるために極めて困難である。